# José Ortega Spottorno
José Ortega Spottorno (né le 13 novembre 1916 à Madrid et mort dans cette même ville le 18 février 2002) est un journaliste et éditeur espagnol.
Fils du philosophe José Ortega y Gasset, il est le fondateur de la maison d'édition Alianza Editorial et quotidien El País.